# Gurdon
Gurdon es una ciudad en el condado de Clark, Arkansas, Estados Unidos. Para el censo de 2000 la población era de 2.276 habitantes. La ciudad fue fundada a finales del siglo XIX, siendo uno de los numerosos pueblos madereros localizados a lo largo del ferrocarril. El nombre de la ciudad proviene del primer nombre de un ejecutivo del ferrocarril.

## Geografía
Gurdon se localiza a 33°55′0″N 93°9′2″O / 33.91667, -93.15056. Según la Oficina del Censo de los Estados Unidos, la ciudad tiene un área de 6,7 km², de los cuales 6,5 km² corresponde a tierra y 0,2 km² a agua (2,71%).

## Demografía
Para el censo de 2000, había 2.276 personas, 934 hogares y 625 familias en la ciudad. La densidad de población era 339,7 hab/km². Había 1.077 viviendas para una densidad promedio de 165,7 por kilómetro cuadrado. De la población 60,24% eran blancos, 35,76% afroamericanos, 0,13% amerindios, 0,04% asiáticos, 0,04% isleños del Pacífico, 3,12% de otras razas y 0,66% de dos o más razas. 4,35% de la población eran hispanos o latinos de cualquier raza.
Se contaron 934 hogares, de los cuales 32,8% tenían niños menores de 18 años, 44,9% eran parejas casadas viviendo juntos, 18,7% tenían una mujer como cabeza del hogar sin marido presente y 33,0% eran hogares no familiares. 30,2% de los hogares eran un solo miembro y 13,9% tenían alguien mayor de 65 años viviendo solo. La cantidad de miembros promedio por hogar era de 2,44 y el tamaño promedio de familia era de 3,01.
En la ciudad la población está distribuida en 27,9% menores de 18 años, 9,7% entre 18 y 24, 26,6% entre 25 y 44, 20,2% entre 45 y 64 y 15,6% tenían 65 o más años. La edad media fue 35 años. Por cada 100 mujeres había 85,9 varones. Por cada 100 mujeres mayores de 18 años había 82,0 varones.
El ingreso medio para un hogar en la ciudad fue de $26.446 y el ingreso medio para una familia $33.564. Los hombres tuvieron un ingreso promedio de $25.479 contra $18.158 de las mujeres. El ingreso per cápita de la ciudad fue de $15.043. Cerca de 14,1% de las familias y 19,0% de la población estaban por debajo de la línea de pobreza, 27,1% de los cuales eran menores de 18 años y 16,8% mayores de 65.